# 倣鯨科
倣鯨科（學名：Cetomimidae）為輻鰭魚綱金眼鯛目的一個科。原奇鰭魚科及其下3個屬真鰻口魚屬、異鰭魚屬、副鰻口魚屬已并入本科。

## 分類
倣鯨科下分16個屬，如下：

### 裂鯨口魚屬（Cetichthys）
- 裂鯨口魚（Cetichthys indagator）
- 帕氏裂鯨口魚（Cetichthys parini）

### 倣鯨魚屬（Cetomimus）
- 無耙倣鯨魚（Cetomimus compunctus）
- 克蘭倣鯨魚（Cetomimus craneae）
- 吉氏倣鯨魚（Cetomimus gillii）
- 赫氏倣鯨魚（Cetomimus hempeli）
- 巴哈馬群島倣鯨魚（Cetomimus kerdops）
- 畢氏倣鯨魚（Cetomimus picklei）
- 蒂氏倣鯨魚（Cetomimus teevani）

### 擬鯨口魚屬（Cetostoma）
- 擬鯨口魚（Cetostoma regani）：又稱倣鯨。

### 丹鯨口魚屬（Danacetichthys）
- 短背丹鯨口魚（Danacetichthys galathenus）

### 有耙鯨口魚屬（Ditropichthys）
- 有耙鯨口魚（Ditropichthys storeri）

### 真鰻口魚屬（Eutaeniophorus）
- 真鰻口魚（Eutaeniophorus festivus）

### 小圓鯨鯛屬（Gyrinomimus）
- 安氏小圓鯨鯛（Gyrinomimus andriashevi）
- 布氏小圓鯨鯛（Gyrinomimus bruuni）
- 格氏小圓鯨鯛（Gyrinomimus grahami）
- 邁氏小圓鯨鯛（Gyrinomimus myersi）：又稱小圓鯨鯛。
- Gyrinomimus parri

### 異鰭魚屬（Mirapinna）
- 異鰭魚（Mirapinna esau）

### 背裂鯨口魚屬（Notocetichthys）
- 背裂鯨口魚（Notocetichthys trunovi）

### 副鰻口魚屬（Parataeniophorus）
- Parataeniophorus bertelseni
- 短體副鰻口魚（Parataeniophorus brevis）
- 大鰭副鰻口魚（Parataeniophorus gulosus）

### 晶眼鯨口魚屬（Procetichthys）
- 晶眼鯨口魚（Procetichthys kreffti）

### 彎嘴鯨口魚屬（Rhamphocetichthys）
- 彎嘴鯨口魚（Rhamphocetichthys savagei）

### Vitiaziella
- Vitiaziella cubiceps Rass (ru), 1955